# フロントフォーク (自転車)

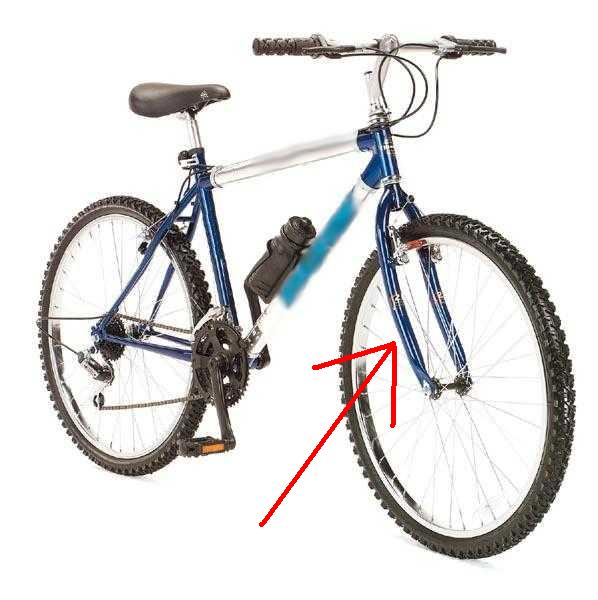
MTBのフォーク（リジッド）

フロントフォーク（英: front fork）は自転車の車体を構成する部品の1つで、前輪軸を支持しながら転舵させる機構を持つ。単にフォークとも呼ばれるが、日本工業規格(JIS D9402)では前ホークと表記する。

## 概要

フロントフォーク正面図GabelschaftGagelkopfGabelbeinAusfallend

フロントフォーク側面図

フロントフォークはステアリングコラムと呼ばれる軸部で回転可能にフレームに支持され、ステアリングコラムの下端に前輪軸の両端を固定するブレードまたはレッグと呼ばれる部材が接続された構造である。　フロントフォークを構造で区分すると、リジッドフォークとサスペンションフォークの2種類に分類できる。
マウンテンバイクなどオフロード走行を想定した車体では、衝撃吸収のためのサスペンション機能を持つものが多い。商品としては、サスペンションフォークが各社から発売されていたり、リジッドバイク（サスペンションの無い車体…ロードレーサーなど）ではフレームにフォーク込みで販売されていることが多い。

### ブレード / レッグ
前輪を支える左右一対のパイプのそれぞれを「ブレード」もしくは「レッグ」（JIS規格の名称では「ホーク足」）と呼ぶ。サスペンションフォークでは、普通この部分にサスペンションが組み込まれる。多くのブレードは先端へ向けて細くなり、下端の前輪軸を受ける部分を「（フロント）エンド」（JIS規格の名称では「前ホークつめ」）と呼ぶ。
一般的な基本形として、路面の衝撃を和らげる目的でブレードの形状は前方にわずかに湾曲した形になっている（オフセット）。しかしながら一部には直線的にそのまま湾曲せずにブレードが伸びた形のものもあり、これを特に区別して「ストレートフォーク」と呼ぶ。
また数は極めて少ないが、キャノンデールなどでブレードが片側に1本しかない「片持ち式」（「レフティ」とも）と呼ばれる特殊なフォークもある。

### クラウン

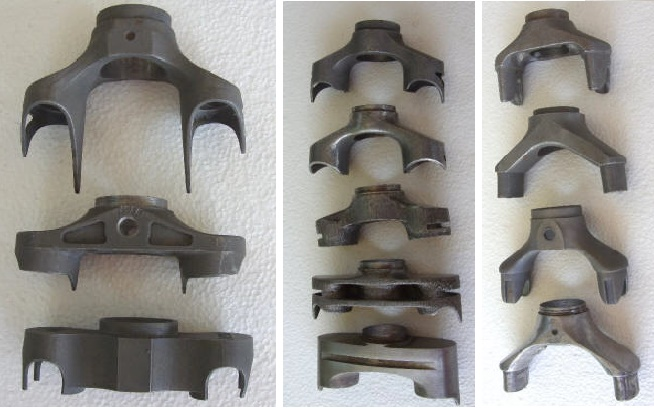
様々なクラウン(フォーク肩)

2本のブレードを上部で繋ぐ部品を「クラウン」（JIS規格の名称では「ホーク肩」）と呼ぶ。クラウンはラグとして鋳造されたものもあるが、ブレード管を曲げて溶接して省くこともある。
鋳造されたクラウンラグは2種類に分類される。平行にクラウンとブレードをつなぐものは「いかり肩」、クラウンからなだらかな傾斜を描き、少し下方でクラウンをつなぐものは「なで肩」などと呼ばれる。またブレードの上部を曲げ、1対をそのまま一本の短いパイプに溶接してクラウンを作ってしまうものもある。これを「ユニクラウン」と呼ぶ。

### ステアリングコラム
クラウンから垂直に伸びている一本のパイプは「ステアリングコラム」もしくは単に「コラム」（JIS規格の名称では「ホークステム」）と呼ばれる。ステアリングコラムはフレームのヘッドチューブ内部を通過し、ヘッドパーツの軸受けの内輪に固定される（他にコラムと接続するものはステム）。通常は隠れていて露出しない部分である。固定形式によりステアリングコラムが短めで外側上部にネジが切ってあるもの（スレッド式）と、長めでねじがない無いもの（アヘッド式）がある。

## リジッドフォーク
自転車が発明された当初から用いられている方式で、サスペンションを組み込んだフォークに対比して「固定した」という意味で、リジッド(英: rigid)フォークと呼ばれる。マウンテンバイクのようにサスペンションの機能が必要とされる一部の車種以外ではリジッドフォークが用いられる。素材には炭素鋼やクロモリ、アルミ、チタン、CFRPなどが用いられる。サスペンションを組み込んだフォークに比べると安価で軽量である。
安価なことから軽快車、舗装路の走行を前提とし衝撃吸収力より促進力が求められることからロードバイクなど舗装路用の車種に多く見られる。瞬発力を求められるBMXおよび微妙なバランス感覚を求められるトライアルバイクでもリジッドフォークが採用される。
ロードバイクに使われるリジッドフォークのうち、ブレード部の空気抵抗の低減を図った形状のものを特にエアロフォークと呼ぶ。ブレードの断面を扁平にすることで前面投影面積を小さくしながら十分な強度の断面積を確保していて、より空気抵抗の低減を図った涙滴形状のものもある。

## サスペンションフォーク

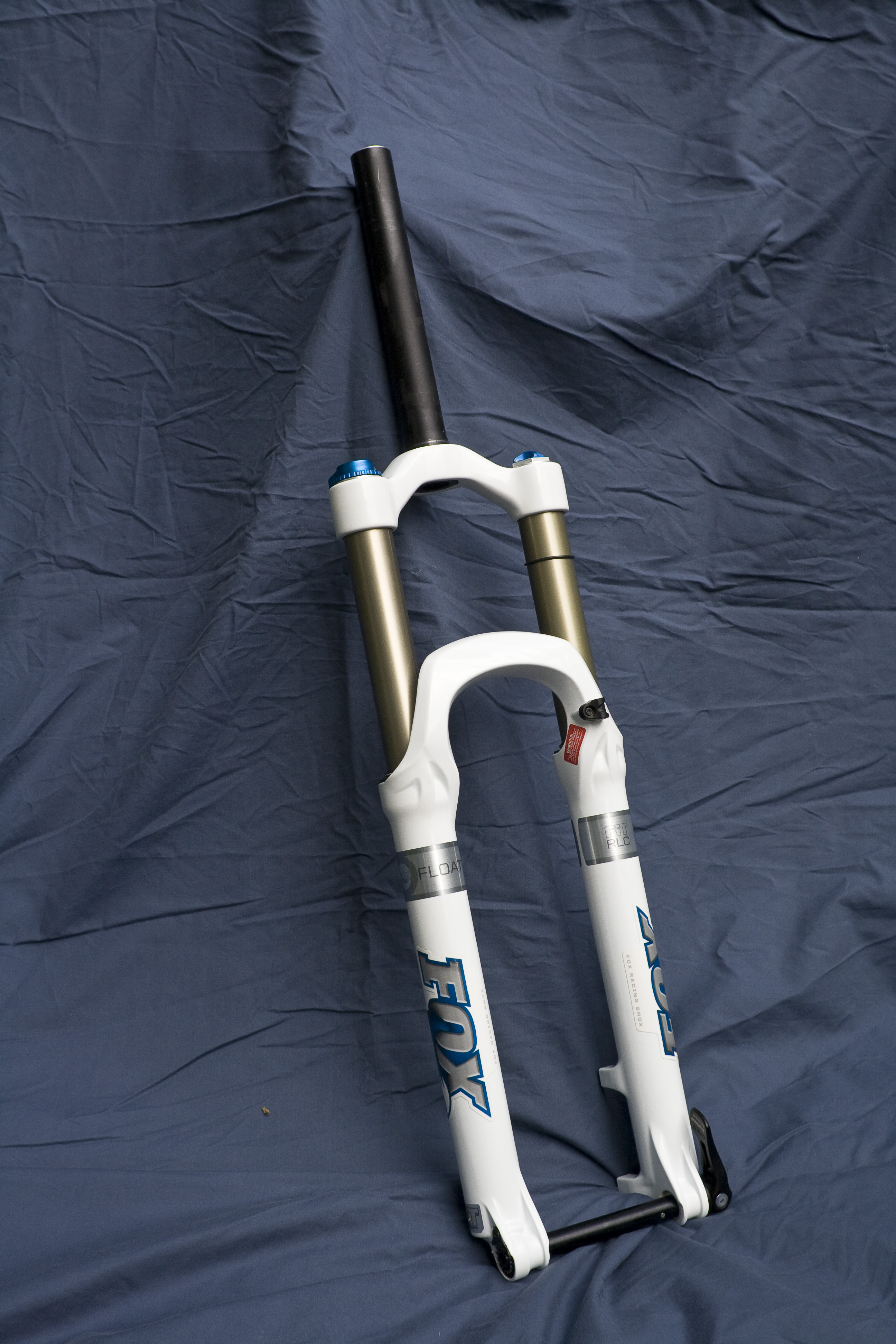
サスペンションフォークの一例

しばしば「サスフォーク」、「（フロント）サス」と略される。名前の通りサスペンションが組み込まれたフォーク。主にマウンテンバイクに装備され、オフロードでの走行を想定するものが多い。衝撃吸収性能から、クロスバイクなどで快適さを目指す車種にもよく見られる。ロードバイク用のサスペンションフォークもかつては存在し、プロ競技でも〔パリ - ルーベ〕などの路面が劣悪なレースで1990年代初期には投入されることもあったが、現在ではほとんど見られない。
サスペンションは簡単に言えばクッションで、路面からの衝撃吸収と、路面追従性の向上、という2つの働きがある。これは不整地での走行、主に急激な荒れた下り坂での制御を容易にしている。一方で欠点としてはリジッドフォークに比べ重いこと（XC系で1.5-2.5kg、DHでは3kg超も。典型的な形態の市販品で最も軽いものは1.2kg程度）、特に近年のサスペンションは複雑な機能がついているので定期的なメンテナンス（オーバーホールを含む）を要することが挙げられる。

### 構造
現在、自転車のサスペンションフォークには以下のような構造がある。
- ブレードを二重のチューブにして伸縮させる、オートバイのテレスコピックフォークと同じ構造で、この種類が大半を占める。
- コラムが伸縮するもの（キャノンデールのヘッドショックなど）
- クラウンとコラムを分離して平行リンク機構で連結した構造で、AMP ResearchやGerman:Aなどの製品が該当する。
- エンド部分が回転または移動するもの（SUS 21、Lauf Trail Racer、ローライダーのスプリンガーフォークなど)

サスペンションの可動部が移動する量を「トラベル量」または「ストローク量」と呼び、トラベル量が大きいものほど強い衝撃を受け止めることができる。

### 緩衝材
サスペンションフォークは衝撃吸収材とその過度な動きを封じるダンパーから成り立っている。衝撃吸収材には以下の種類があるが、ダンパーは主にオイルダンパーが使われる。
エアサスペンション（エアサス）
圧縮空気は文字通り空気による衝撃緩衝材であり、気体の緩衝材に加えてスプリングが必要ないので軽量にできる。また密閉された圧縮空気は衝撃緩衝には最適な素材で、細かな路面の衝撃を滑らかに乗り手に伝える効果があり路面の衝撃から来る疲労を緩和してくれる。
しかしながら内部の圧縮空気はいくら密閉していても長時間が経つと徐々に抜けていく性質のため乗る前に必ず専用のポンプによる一定の空気圧の測定、調整が必要であり、これを怠ると機能を活かしきれないどころか故障の原因になる。また構造上エアサスは圧縮された空気を逃さないように精密さを要する構造となっており、レッグ、パッキンの細かい傷で内部の空気が抜けるようになると機能は大幅に落ちてしまうため運用上比較的細かい注意とメンテナンスが必要になる。また高級な製品はある程度の耐久性を犠牲にして軽量な素材が使われる傾向にある。
オイル＆コイル
密閉されたオイルとスチールのスプリングによる緩衝材。初期のマウンテンバイクのサスペンションフォークから一貫して使われている緩衝材である。オイルダンパーはあるものの圧縮空気よりも内部のスプリングは受けた衝撃を反発させる性質があるのでエアサスほど路面からの衝撃を滑らかにはしない。また内部に液状のオイルと金属のスプリングがあるので重量はエアサスよりかさむ。
しかしながらエアサスより耐久性、メンテナンスが容易であり、レッグの傷などでオイルが漏れるようになっても圧縮空気ほどの急激に機能は落ちることはなく、またそのような不備が生じればオイルの漏れですぐに分かる。またエアサスのように毎回乗車前に細かな空気圧の設定をする必要もないので、運用は比較的楽である。
エラストマー
固形の緩衝材で初期のマウンテンバイクのサスペンションフォークには使われた。現在では一部の安価なものを除きほとんど使われない。
リーフ式サスペンション
全く主流ではないが、この原理はLauf Trail Racerが使用している。しかしここで使われる素材は鉄ではなく、CFRPとガラス繊維で作られている。

## 固定方法
フレームへの固定方法には2種類ある。

### スレッド式
スレッド式はステアリングコラムにねじが切ってあり、これとヘッドパーツの上ワン部分とつながって固定される。2000年ごろまではロードバイクに使われたが、現在では主流は後述のアヘッド式となっている。現在は軽快車、実用車など比較的安価な自転車、そしてランドナー、スポルティーフなど懐古主義的な自転車に使われる。ただ、アルプス方式の輪行ができる、ステムの高さの調整範囲が広い、手持ちのフレームがスレッド式である等の理由でスレッド式を使用するユーザーもいる。また競輪ではスレッド式が規定となっている。欠点としては、ベアリング玉あたりの調整にやや手間がかかること、重量がかさばること、コラムへの固定力が弱いことなどがあげられる。

### アヘッド式
アヘッド式はステアリングコラムをヘッドパーツ上へ突出させて直接ステムで固定するというもの。上下の軸受けの内輪をクラウンとステムで挟む形になる。したがってステムを緩めるとベアリングの玉あたりも緩む。単純で整備性がよく（レンチ一本で調整できる）、また軽量なのが特徴。現在大手メーカーから販売されている完成品競技用自転車の多くがこの方法を採用している。ここ近年ヘッドパーツをフレームのヘッドチューブ内にオフセットしたり、軸受けを直接フレーム内に置いてヘッドパーツを省略した「インテグラルヘッド」と呼ばれるかつては超高級車にだけ用いられたアヘッド方式も一般的に普及してきている。
またアヘッド式のサスペンションフォークのうち、ヘッドチューブを挟み上下に二つのクラウンを持つ固定方法を持つものをダブルクラウンフォークと呼ぶ。トラベル量（ストローク量）の多いサスペンションに多く主にダウンヒルバイクに使われる。オートバイでは一般的。必然的にクラウンとレッグの固定はボルト留めである。上部クラウンにステムが直付けされるものもある。